# Partia Reformatorsko-Liberalna
Partia Reformatorsko-Liberalna (fr. Parti réformateur libéral, PRL) – belgijska francuskojęzyczna partia polityczna działająca na terenie Regionu Walońskiego. W 2002 faktycznie zastąpiona przez Ruch Reformatorski.
Ugrupowanie powstało w 1972 po rozpadzie ogólnokrajowej Partii na rzecz Wolności i Postępu na formację flamandzką (pod dotychczasową nazwą) i walońską. Ta ostatnia nosiła początkowo nazwę Partia na rzecz Reform i Wolności Walonii (Parti des réformes et de la liberté de Wallonie), w 1979 po fuzji z innym ugrupowaniem przekształciła się w PRL.
Partia Reformatorsko-Liberalna uczestniczyła w kilku rządach, w tym od 1999 w gabinetach Guya Verhofstadta. Samodzielnie startowała w wyborach do początku lat 90., między 1981 a 1991 uzyskiwała poparcie od 8 do 10%, co przekładało się na 20–24 mandaty w Izbie Reprezentantów. PRL nawiązała wkrótce ścisłą współpracę z Demokratycznym Frontem Frankofonów Oliviera Maingaina, a w 1998 także z Obywatelskim Ruchem na rzecz Zmian Gérarda Deprez. W 2002 formacje te wraz z niemieckojęzyczną Partią na rzecz Wolności i Postępu współtworzyły federacyjny Ruch Reformatorski.
Wkrótce działacze PRL zaprzestali używania szyldu partyjnego na rzecz nazwy Ruch Reformatorski.

## Przewodniczący
- 1972–1973: Milou Jeunehomme
- 1973–1979: André Damseaux
- 1979–1982: Jean Gol
- 1982–1990: Louis Michel
- 1990–1992: Antoine Duquesne i Daniel Ducarme
- 1992–1995: Jean Gol
- 1995–1999: Louis Michel
- 1999–2002: Daniel Ducarme[3]